# Oxyethira dactylonedys
Oxyethira dactylonedys är en nattsländeart som beskrevs av Darcy B. Kelley 1983. Oxyethira dactylonedys ingår i släktet Oxyethira och familjen smånattsländor. Inga underarter finns listade i Catalogue of Life.